# Missing: Geudeur-i iss-eotda
Missing: Geudeur-i iss-eotda (미씽: 그들이 있었다?), noto anche con il titolo internazionale Missing: The Other Side, è un drama coreano del 2020 diretto da Min Yeon-hong. La prima stagione è andata in onda su OCN dal 29 agosto all'11 ottobre 2020, mentre la seconda su tvN dal 19 dicembre 2022 al 31 gennaio 2023.

## Trama
Kim Wook è un truffatore che si ritrova a vivere in un misterioso villaggio, Duon, dove sembrano vivere degli spettri; l'uomo si ritrova così in un'avventura estremamente misteriosa.